# NGC 3258
NGC 3258 este o brightest cluster galaxy⁠(d) situată în constelația Mașina Pneumatică. A fost descoperită în 2 mai 1834 de către John Herschel. Se află la o distanță de 32,51 de megaparseci de Pământ.